# Кистеухая свинья
Кистеухая свинья, или речная свинья (лат. Potamochoerus porcus) — вид парнокопытных млекопитающих из семейства свиней (Suidae).

## Внешность
Кистеухие свиньи считаются самыми пёстро окрашенными свиньями. Основная окраска их шерсти красновато-коричневая, а вдоль спины тянется белая полоска. Морда окрашена в чёрный цвет, вокруг глаз имеются белые круги. Характерны длинные бакенбарды, а также придавшие этому виду название чёрные и белые волосы на ушах. У обоих полов наблюдаются клыки, растущие из верхней и нижней челюсти. Телосложение компактное и округлое, конечности короткие и сильные. Относительно длинный хвост, за исключением кисточки на конце, безволосый. Эти животные достигают длины от 100 до 150 см, высоты в плечах от 55 до 80 см и веса от 45 до 120 кг.

## Распространение
Кистеухие свиньи обитают в Западной и Центральной Африке, их ареал простирается от Сенегала до Демократической Республики Конго. Встречаются как в лесах, так и в саваннах и болотистых местностях, избегая лишь чересчур засушливых ландшафтов.

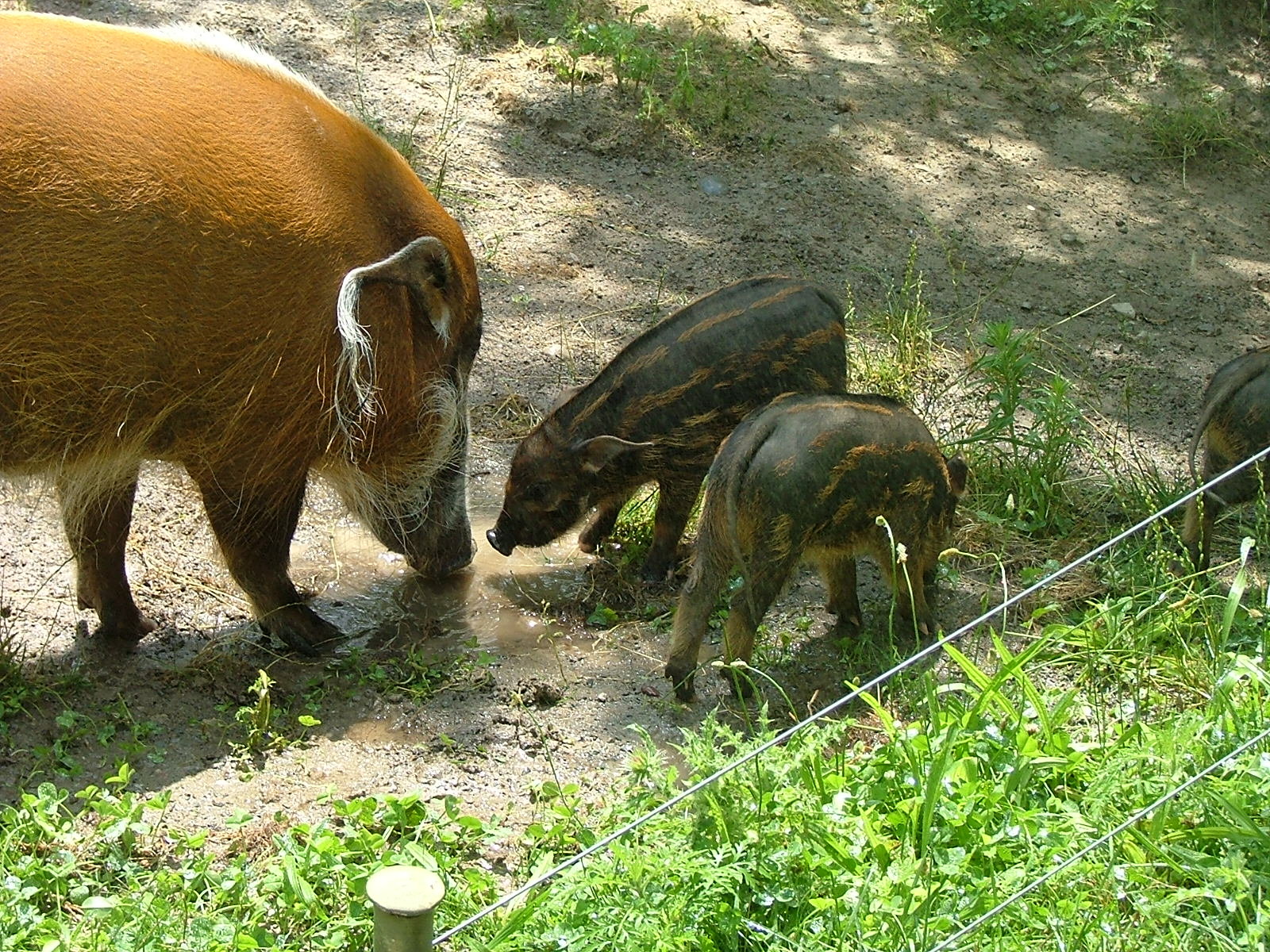
Кистеухие свиньи всеядны

## Поведение
Кистеухие свиньи активны по ночам, а день они проводят в норах, как правило, скрытых в густой растительности. Этот вид живёт в семейных группах от 2 до 15 особей, возглавляемых зрелым самцом. Кистеухие свиньи владеют собственными участками, которые они помечают с помощью особых секретов или оставляя клыками царапины на стволах деревьев. В случае опасности они быстро спасаются бегством. Иногда кистеухие свиньи активно защищаются, атакуя своих врагов (как правило, представителей кошачьих или гиен).

## Питание

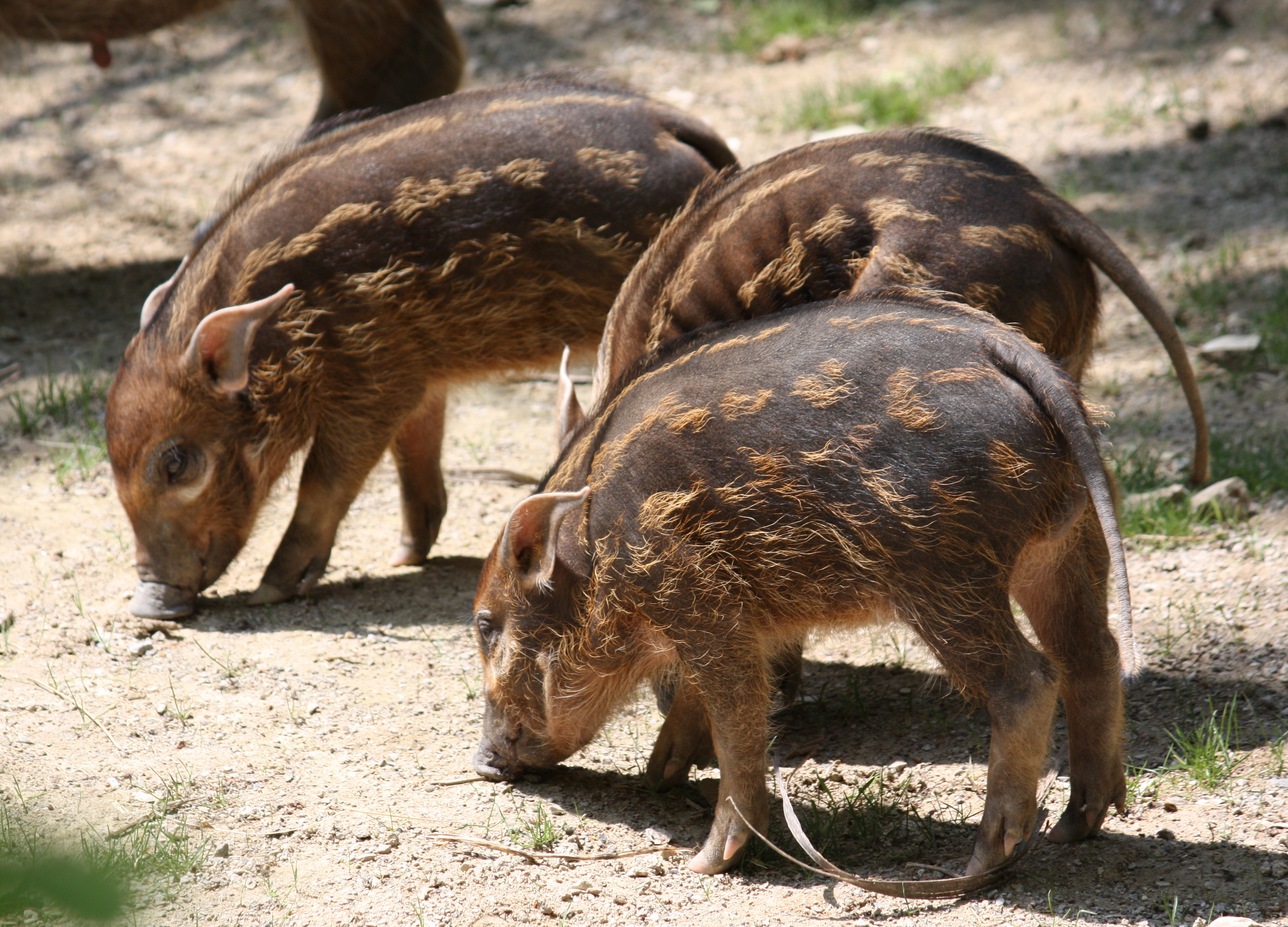
Поросята кистеухой свиньи

Кистеухие свиньи — всеядные, питающиеся корнями, клубнями и плодами, а также насекомыми, небольшими беспозвоночными и падалью.

## Размножение
После 130-дневной беременности самка рожает от одного до шести (в среднем четыре) детёнышей. У них светлые полоски на шерсти и уже спустя непродолжительное время после рождения они в состоянии повсюду следовать за матерью. Самцы и самки одной группы вместе заботятся о потомстве, которое в возрасте от двух до четырёх месяцев отвыкает от молока, а в возрасте двух-трёх лет достигает половой зрелости.

## Кистеухие свиньи и человек

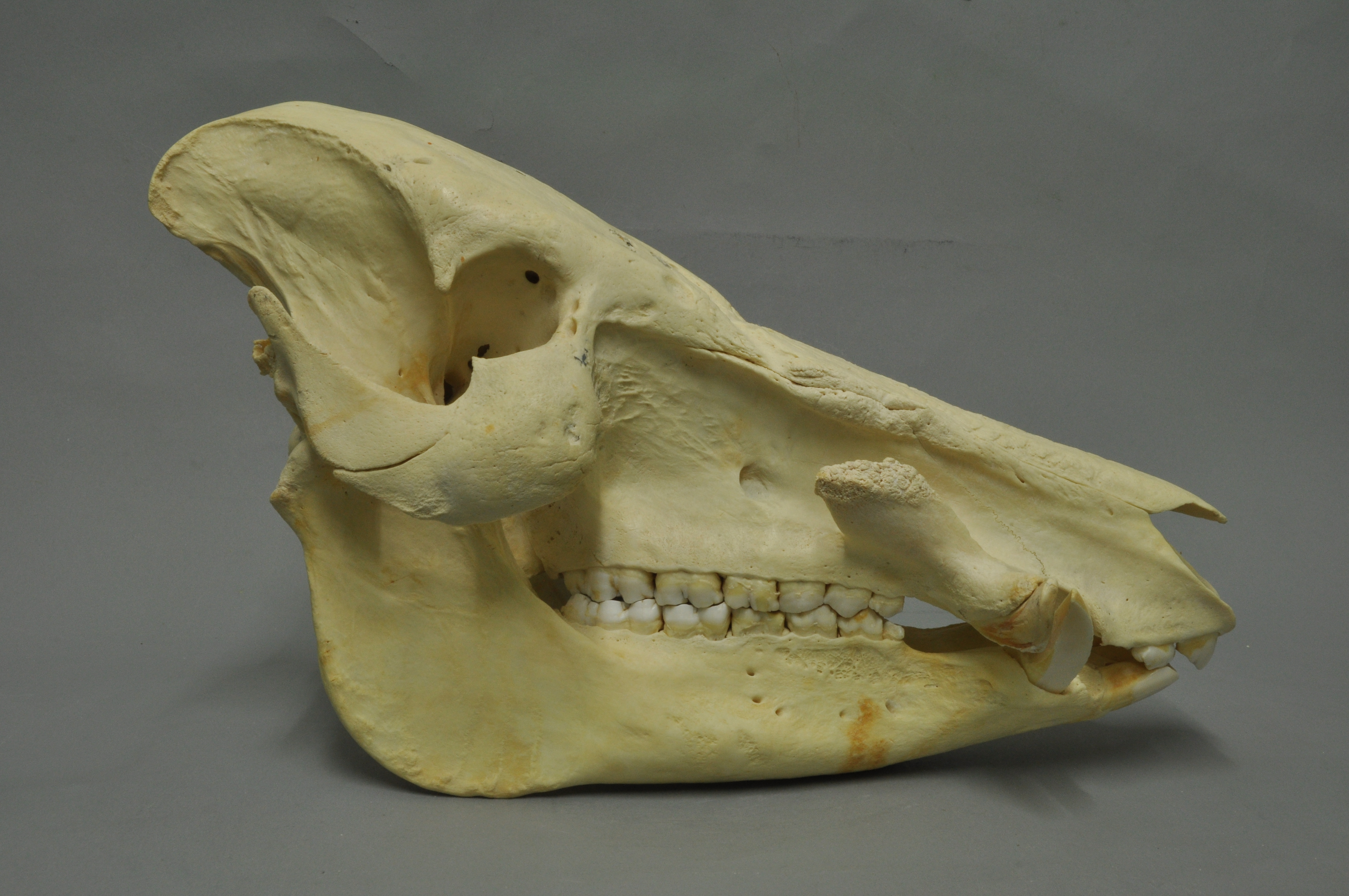
Череп кистеухой свиньи

Из-за вытеснения человеком естественных врагов кистеухих свиней, таких как леопард, этот вид значительно размножился. В некоторых регионах кистеухих свиней рассматривают как вредителей, так как они вторгаются на плантации и отчасти их разоряют. В целом вид не относится к редким или состоящим под угрозой исчезновения животным. В деревнях Восточной Африки этих животных изредка содержат в полувольных условиях как домашних животных.

## Систематика
Кистеухих и кустарниковых свиней раньше считали одним видом. Сегодня их различают из-за того, что кустарниковые свиньи окрашены менее пёстро, а также из-за различных ареалов (кустарниковые свиньи обитают в восточных и южных частях Африки). Оба вида образуют род кистеухих свиней (Potamochoerus).